# Villers-Saint-Paul
Villers-Saint-Paul è un comune francese di 6 132 abitanti situato nel dipartimento dell'Oise della regione dell'Alta Francia.

## Società

### Evoluzione demografica
Abitanti censiti